# Ronde van Spanje 2009/Vijfde etappe
De vijfde etappe van de Ronde van Spanje 2009 ging na vier dagen in de Benelux weer door Spanje. De rit ging van Tarragona naar Vinaròs en werd gewonnen door de Duitser André Greipel.

## Verslag
André Greipel heeft in de Vuelta zijn tweede etappezege op rij geboekt en de leiderstrui overgenomen van de Zwitser Fabian Cancellara. De Duitse Columbia-renner bleef in de etappe over 174 kilometer van Tarragona naar Vinaròs de Belg Tom Boonen en de Italiaan Daniele Bennati voor in de massasprint.

### Entree in Spanje
Na etappes in Nederland en België en de rustdag van woensdag, reed de karavaan donderdag voor het eerst in Spanje en kregen meteen te maken met tropische omstandigheden, waarbij het kwik opliep tot 37 graden.
De ontsnapping van de dag zag al in de eerste kilometer het levenslicht. De Spanjaard Julián Sánchez opende het bal en kreeg gezelschap van z'n landgenoten Serafín Martínez, Aitor González Jiménez, Julien El Fares en José Antonio Lopez en Vacansoleil-renner Matthé Pronk. Van de koplopers, die maximaal ruim zes minuten voorsprong kregen, hield Pronk het langst stand, maar op 20 km van de finish moest de Vacansoleil-renner ook buigen voor het naderende peloton.
Philippe Gilbert greep in de slotfase een venijnig kort klimmetje aan voor een ultieme aanval. De Belg hield ook in de bochtige afdaling stand, maar op 3 km van de finish werd hij toch ingerekend.

## Uitslagen
| Uitslag etappe | Uitslag etappe    | Uitslag etappe            | Uitslag etappe |
| rang           | renner            | land                      | tijd           |
| -------------- | ----------------- | ------------------------- | -------------- |
| 1              | André Greipel     | Vlag van Duitsland        | 4u 27' 54"     |
| 2              | Tom Boonen        | Vlag van België           | z.t.           |
| 3              | Daniele Bennati   | Vlag van Italië           | z.t.           |
| 4              | Tyler Farrar      | Vlag van Verenigde Staten | z.t.           |
| 5              | William Bonnet    | Vlag van Frankrijk        | z.t.           |
| 6              | Jürgen Roelandts  | Vlag van België           | z.t.           |
| 7              | Óscar Freire      | Vlag van Spanje           | z.t.           |
| 8              | Borut Božič       | Vlag van Slovenië         | z.t.           |
| 9              | Davide Viganò     | Vlag van Italië           | z.t.           |
| 10             | Francisco Pacheco | Vlag van Spanje           | z.t.           |

| Algemeen klassement | Algemeen klassement | Algemeen klassement       | Algemeen klassement | Algemeen klassement |
| rang                | renner              | land                      | ploeg               | tijd                |
| ------------------- | ------------------- | ------------------------- | ------------------- | ------------------- |
|                     | André Greipel       | Vlag van Duitsland        | Team Columbia-HTC   | 19u 40' 23"         |
| 2                   | Tom Boonen          | Vlag van België           | Quick Step          | +6"                 |
| 3                   | Fabian Cancellara   | Vlag van Zwitserland      | Team Saxo Bank      | +9"                 |
| 4                   | Daniele Bennati     | Vlag van Italië           | Liquigas            | +17"                |
| 5                   | Bert Grabsch        | Vlag van Duitsland        | Team Columbia-HTC   | +20"                |
| 6                   | Tyler Farrar        | Vlag van Verenigde Staten | Garmin-Slipstream   | +21"                |
| 7                   | Roman Kreuziger     | Vlag van Tsjechië         | Liquigas            | +26"                |
| 8                   | David García        | Vlag van Spanje           | Xacobeo-Galicia     | +27"                |
| 9                   | Ivan Basso          | Vlag van Italië           | Liquigas            | z.t.                |
| 10                  | Alejandro Valverde  | Vlag van Spanje           | Caisse d'Epargne    | z.t.                |

## Nevenklassementen
| Puntenklassement | Puntenklassement | Puntenklassement          | Puntenklassement  | Puntenklassement |
| rang             | renner           | land                      | ploeg             | punten           |
| ---------------- | ---------------- | ------------------------- | ----------------- | ---------------- |
|                  | André Greipel    | Vlag van Duitsland        | Team Columbia-HTC | 78               |
| 2                | Tom Boonen       | Vlag van België           | Quick Step        | 58               |
| 3                | Tyler Farrar     | Vlag van Verenigde Staten | Garmin-Slipstream | 47               |

| Bergklassement | Bergklassement   | Bergklassement     | Bergklassement    | Bergklassement |
| rang           | renner           | land               | ploeg             | punten         |
| -------------- | ---------------- | ------------------ | ----------------- | -------------- |
|                | Aitor Hernández  | Vlag van Spanje    | Euskaltel-Euskadi | 10             |
| 2              | Lars Boom        | Vlag van Nederland | Rabobank          | 9              |
| 3              | Serafín Martínez | Vlag van Spanje    | Xacobeo-Galicia   | 7              |

| Combinatieklassement | Combinatieklassement | Combinatieklassement | Combinatieklassement | Combinatieklassement |
| rang                 | renner               | land                 | ploeg                | punten               |
| -------------------- | -------------------- | -------------------- | -------------------- | -------------------- |
|                      | Serafín Martínez     | Vlag van Spanje      | Xacobeo-Galicia      | 121                  |
| 2                    | Dominik Roels        | Vlag van Duitsland   | Team Milram          | 164                  |
| 3                    | Julien El Fares      | Vlag van Frankrijk   | Cofidis              | 201                  |

| Ploegenklassement | Ploegenklassement | Ploegenklassement         | Ploegenklassement | Ploegenklassement |
| rang              | ploeg             | land                      | tijd              |                   |
| ----------------- | ----------------- | ------------------------- | ----------------- | ----------------- |
|                   | Liquigas          | Vlag van Italië           | 59u 02' 54"       |                   |
| 2                 | Team Saxo Bank    | Vlag van Denemarken       | op 3"             |                   |
| 3                 | Garmin-Slipstream | Vlag van Verenigde Staten | op 6"             |                   |

## Niet meer gestart
- Christopher Horner (Astana)
- Robert Kišerlovski (Fuji-Servetto)

1e etappe ·
2e etappe ·
3e etappe ·
4e etappe ·
5e etappe ·
6e etappe ·
7e etappe ·
8e etappe ·
9e etappe ·
10e etappe ·
11e etappe ·
12e etappe ·
13e etappe ·
14e etappe ·
15e etappe ·
16e etappe ·
17e etappe ·
18e etappe ·
19e etappe ·
20e etappe ·
21e etappe
Startlijst · Eindstanden · Afbeeldingen
 winnaars · rode trui · 
 puntenklassement · 
 bergklassement · 
 combinatieklassement · 
 jongerenklassement · 
 ploegenklassement · 
 strijdlust

 Belgische leiderstruidragers · etappewinnaars

 Nederlandse leiderstruidragers · etappewinnaars
1935 · 1936 · 1937 · 1938 · 1939 · 1940 · 1941 · 1942 · 1943 · 1944 · 1945 · 1946 · 1947 · 1948 · 1949 · 1950 · 1951 · 1952 · 1953 · 1954 · 1955 · 1956 · 1957 · 1958 · 1959 · 1960 · 1961 · 1962 · 1963 · 1964 · 1965 · 1966 · 1967 · 1968 · 1969 · 1970 · 1971 · 1972 · 1973 · 1974 · 1975 · 1976 · 1977 · 1978 · 1979 · 1980 · 1981 · 1982 · 1983 · 1984 · 1985 · 1986 · 1987 · 1988 · 1989 · 1990 · 1991 · 1992 · 1993 · 1994 · 1995 · 1996 · 1997 · 1998 · 1999 · 2000 · 2001 · 2002 · 2003 · 2004 · 2005 · 2006 · 2007 · 2008 · 2009 · 2010 · 2011 · 2012 · 2013 · 2014 · 2015 · 2016 · 2017 · 2018 · 2019 · 2020 · 2021 · 2022 · 2023 · 2024 · 2025